# Dálnice v Nizozemsku
Celková délka dálnic v Nizozemsku je 3 530 km, síť dálnic je tedy velmi rozvinutá a jedna z nejhustších na světě. Nejvyšší povolená rychlost na dálnicích je pro osobní automobily 130 km/h. Dálniční poplatky v Nizozemsku neexistují, zpoplatněn je pouze tunel Westerscheldetunnel a to prostřednictvím mýta.

## Historie výstavby dálnic

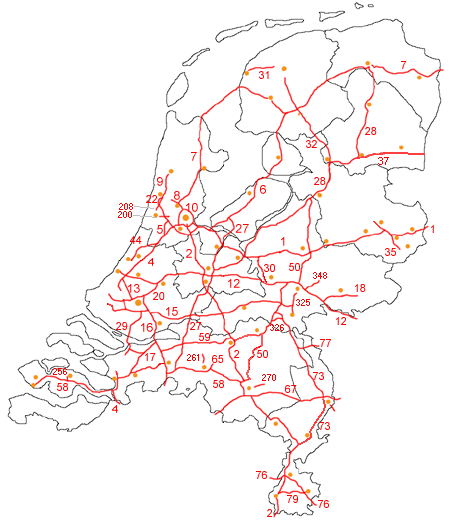
Schéma nejhustší dálniční sítě v Evropě, Nizozemsko

Historicky první holandský dálniční úsek byl otevřen v roce 1936 nedaleko Haagu. (Dnes se jedná o dálnici A12). V 60. a 70. letech minulého století rychlost výstavby dalších dálnic raketově stoupla, později, v 80. letech však zpomalila. Dnes má Nizozemí jednu z nejhustších dálničních sítí na světě.

## Seznam dálnic

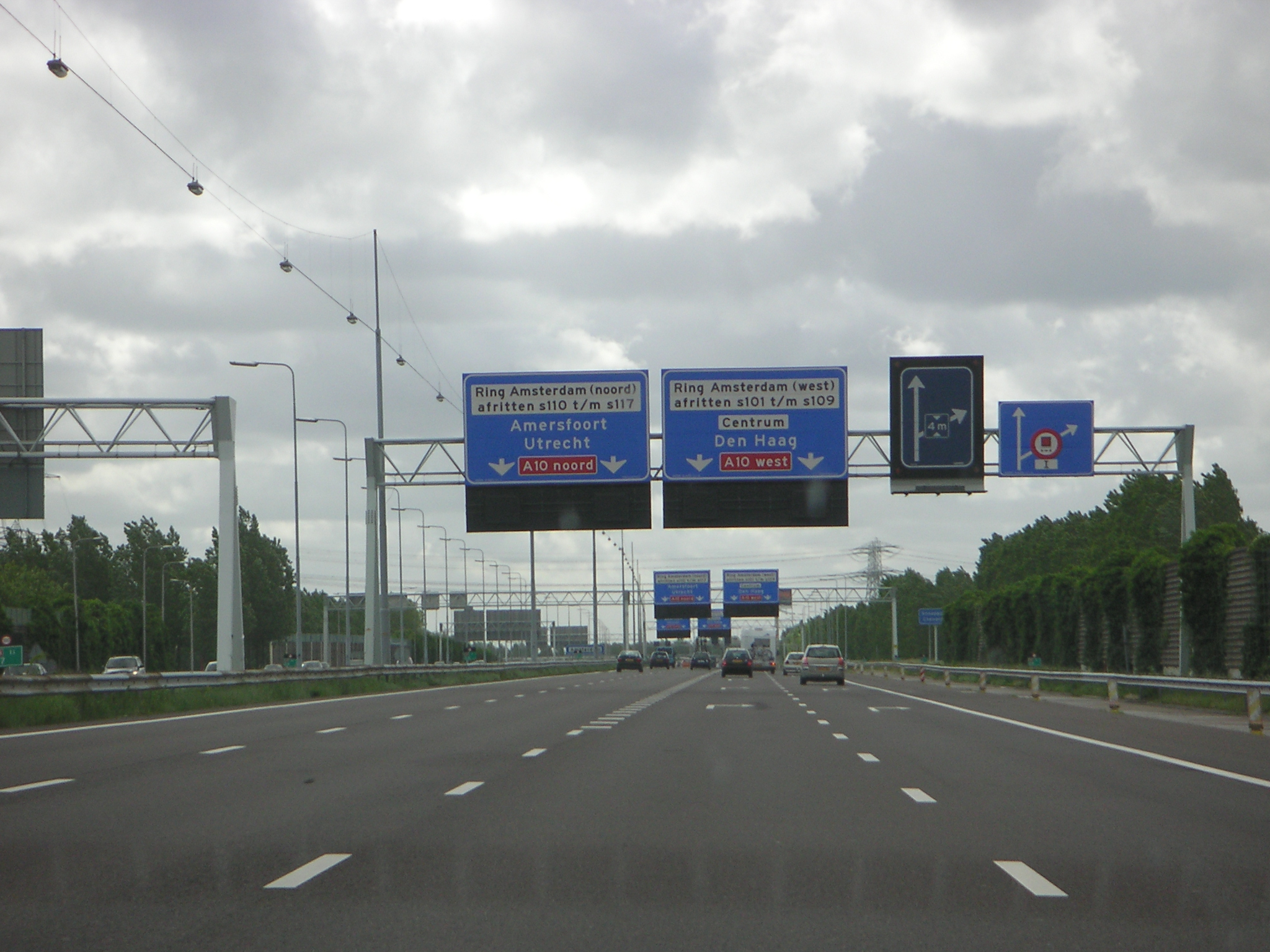
Dálnice A8 v Amsterdamu

Ukazatel na Dálnici A44

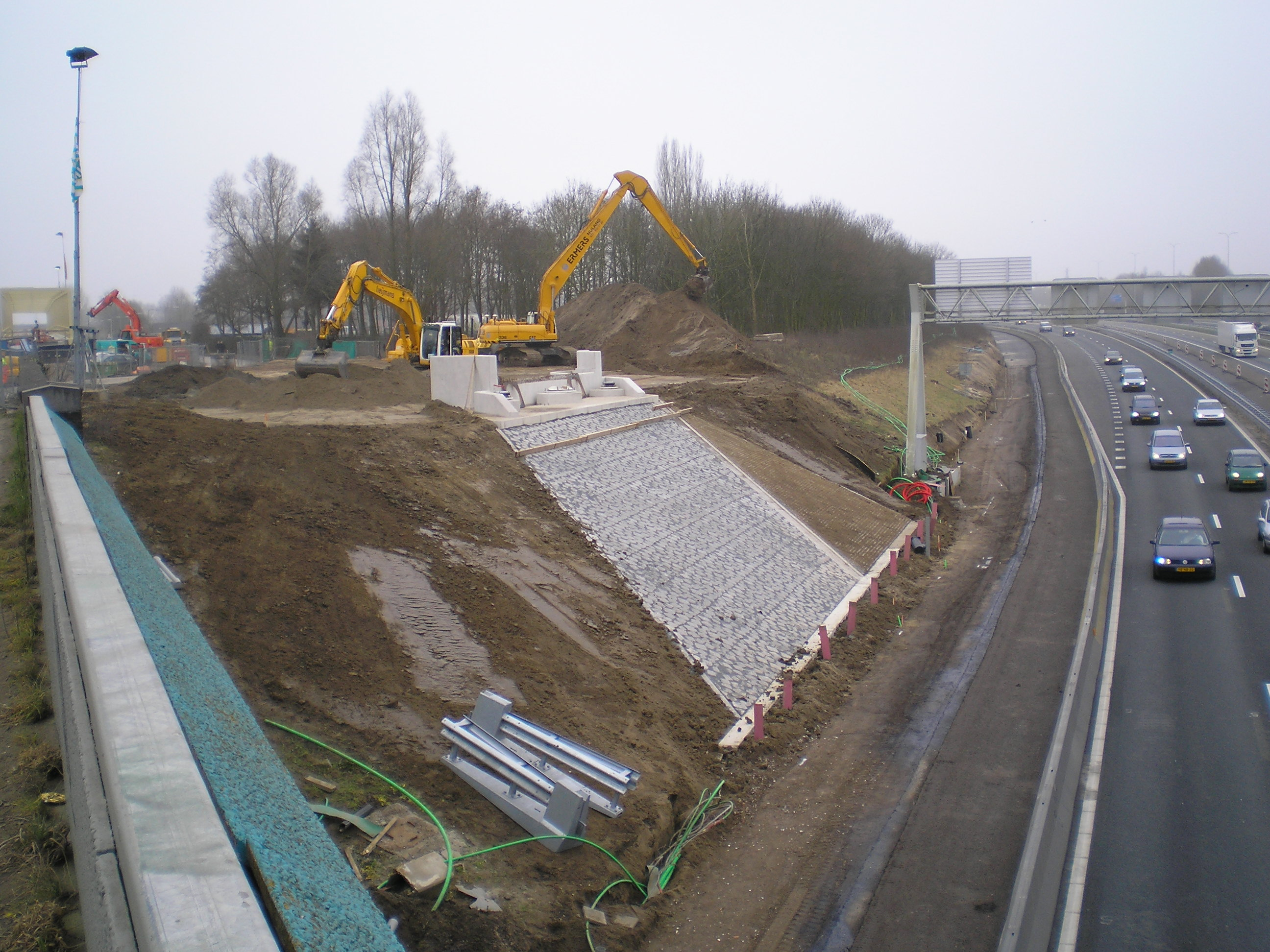
Stavba dálničního mostu dálnice A27 v Utrechtu

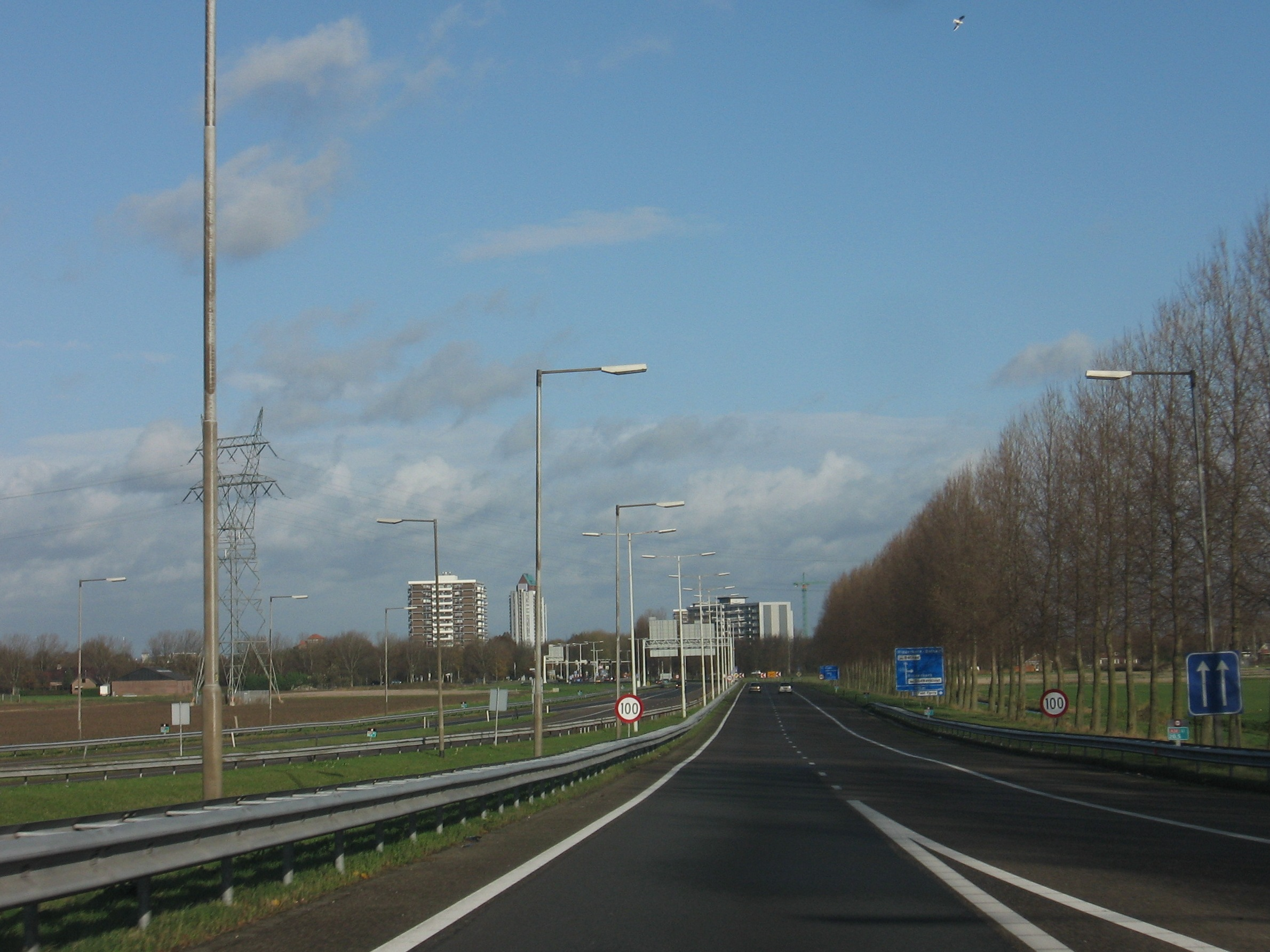
Dálnice A38

Dálnice jsou v Nizozemsku označovány písmenem A (autosnelwegen – nizozemsky dálnice).
| Číslo dálnice   | Mapa                      | Trasa | Konečná délka | V provozu |
| --------------- | ------------------------- | --- | ------------- | --------- |
| NL-A1           | Rijksweg1                 | Amsterdam – Hilversum – Amersfoort – Apeldoorn – Deventer – Hengelo – Německo (Dálnice A30)                                                                 | 98 km         | 98 km     |
| NL-A2           | Rijksweg2                 | Amsterdam – Utrecht – 's-Hertogenbosch – Eindhoven – Weert – Geleen – Maastricht – Belgie (Dálnice A25)                                                     | 135 km        | 135 km    |
| NL-A4           | Rijksweg4 A4-A29          | Amsterdam – Schiphol – Hoofddorp – Leiden – Den Haag – Delft – Schiedam – Vlaardingen – Hoogvliet – (A5) Heijningen – Bergen op Zoom – Belgie (Dálnice A12) | 130 km        | 130 km    |
| NL-A5           | Rijksweg5                 | Amsterdam – Hoofddorp | 17 km         | 17 km     |
| NL-A6           | Rijksweg6                 | (A1) – Almere – Lelystad – Emmeloord – Joure | 101 km        | 101 km    |
| NL-A7           | Rijksweg7                 | Zaanstad – Purmerend – Hoorn – Afsluitdijk – Sneek – Heerenveen – Drachten – Groningen – Hoogezand – Winschoten – Bad Nieuweschans – Německo (Dálnice A280) | 242 km        | 242 km    |
| NL-A8           | Rijksweg8                 | Amsterdam – Zaanstad | 10 km         | 10 km     |
| NL-A9           | Rijksweg9                 | (A1) – Amsterdam – Amstelveen – Badhoeverdorp – Haarlem – Baverwijk – Alkmaar                                                                               | 96 km         | 96 km     |
| NL-A10          | Rijksweg10                | Amsterdamský okruh | 32 km         | 32 km     |
| NL-A12          | Rijksweg12                | Den Haag – Zoetermeer – Gouda – Utrecht – Ede – Arnhem – Zavenaar – Německo (Dálnice A3)                                                                    | 137 km        | 137 km    |
| NL-A13          | Rijksweg13                | Den Haag – Rotterdam | 17 km         | 17 km     |
| NL-A15 · NL-A18 | Rijksweg15                | Rotterdam – Dordrecht – Gorinchem – Tiel – Nijmegen | 204 km        | 204 km    |
| NL-A16          | Rijksweg16                | Rotterdam – Dordrecht – Breda – Belgie (Dálnice A1) | 58 km         | 58 km     |
| NL-A17          | Rijksweg17                | Moerdijk – Roosendaal | 27 km         | 27 km     |
| NL-A20          | Rijksweg20                | Gouda – Rotterdam – Vlaardingen – Maassluis | 39 km         | 39 km     |
| NL-A22          | OSM - Detail RW22         | Velsen – Baverwijk | 8 km          | 8 km      |
| NL-A27          | Rijksweg27                | Breda – Gorinchem – Utrecht – Hilversum – Huizen – Almere                                                                                                   | 109 km        | 109 km    |
| NL-A28          | Rijksweg28                | Utrecht – Amersfoort – Harderwijk – Zwolle – Meppel – Hoogeveen – Assen – Groningen                                                                         | 187 km        | 187 km    |
| NL-A29          | Rijksweg29                | Rotterdam – Dinteloord | 26 km         | 26 km     |
| NL-A30          | Rijksweg30                | Barneveld – Ede | 18 km         | 18 km     |
| NL-A31          | Rijksweg31                | Harlingen – Leeuwarden | 67 km         | 67 km     |
| NL-A32          | Rijksweg32                | Meppel – Steenwijk – Heerenveen – Akkrum – Leeuwarden | 66 km         | 66 km     |
| NL-A35          | Rijksweg35                | Wierden – Almelo – Hengelo – Enschede – Německo | 76 km         | 76 km     |
| NL-A37          | Rijksweg37                | Zwartemeer – Emmen – Hoogeveen – Německo | 42 km         | 42 km     |
| NL-A38          |                           | Spojka dálnic A15 a A16 v Ridderkerku | 1,5 km        | 1,5 km    |
| NL-A44          | Rijksweg44                | Wassenaar – Leiden – Nieuw Vennep | 28 km         | 28 km     |
| NL-A50          | Rijksweg50                | Eindhoven – Oss – Wijchen – Arnhem – Apeldoorn – Zwolle | 160 km        | 160 km    |
| NL-A58          | Rijksweg58                | Eindhoven – Tilburg – Breda – Roosendaal – Bergen op Zoom – Goes – Middelburg – Vlissingen                                                                  | 140 km        | 140 km    |
| NL-A59          | Rijksweg59                | Willemstad – Moerdijk – Waalwijk – 's-Hertogenbosch – Oss                                                                                                   | 121 km        | 121 km    |
| NL-A65          | Rijksweg65                | Tilburg – Berkel-Enschot | 22 km         | 22 km     |
| NL-A67          | Rijksweg67                | Belgie (Dálnice A21) – Eindhoven – Venlo – Německo (Dálnice A40)                                                                                            | 78 km         | 78 km     |
| NL-A73          | Rijksweg73                | (A50) Nijmegen – Venlo – Roermond – (A2) | 106 km        | 106 km    |
| NL-A74          | Detailkaart rijksweg74    | Venlo – Německo (Dálnice A61) | 2 km          | 2 km      |
| NL-A76          | Rijksweg76                | Belgie (Dálnice A2) – Stein – Geleen – Heerlen – Německo (Dálnice A4)                                                                                       | 27 km         | 27 km     |
| NL-A77          | Rijksweg77                | Boxmeer – Německo (Dálnice A57) | 10 km         | 10 km     |
| NL-A79          | Rijksweg79                | Maastricht – Heerlen | 19 km         | 19 km     |
| NL-A200         | N200                      | Zwanenburg – Haarlem | 12 km         | 12 km     |
| NL-A208         | N208                      | Haarlemská spojka | 1,5 km        | 1,5 km    |
| NL-A256         | Kaart Provinciale weg 256 | Goeská spojka |               |           |
| NL-A270         | Kaart Provinciale weg 270 | Eindhoven – Helmond |               |           |
| NL-A325         | Kaart Provinciale weg 325 | Arnhem – Nijmegen |               |           |
| NL-A326         | Kaart Provinciale weg 326 | Wijchen – Nijmegen |               |           |
| NL-A348         | Kaart Provinciale weg 348 | Arnhem – Dieren |               |           |

## Zajímavosti
- Nizozemsko se chce do roku 2025 zbavit všech benzinových a dieselových vozidel. Už teď provozuje stát hustou síť dobíjecích stanic pro elektrická auta po celé zemi. Do roku 2018 by mělo být těchto stanic celkem 4 000.[zdroj?]
- Nizozemsko má velmi hustou síť ekoduktů, tedy přírodních přechodů pro zvířata nad silnicemi či dálnicemi. V roce 2014 byl např. otevřen v Haagu most pro veverky nad rušnou silnicí, který stál v přepočtu 4 miliony korun. Stal se ale předmětem kritiky, protože ho za 4 roky svého fungování použilo pouze pět veverek.[zdroj?]